# Antena de quadre
L'antena de quadre deu el seu nom a la seva forma. És una antena direccional és a dir dona més rendiment si està orientada cap a l'emissor/receptor. És especialment apropiada per a la banda d'ona mitjana. Tècnicament és un dipol plegat amb forma quadrada.